# Lampedusa
Koordinati:   35°31′00″N, 12°35′00″E
Lampedusa (izgovarjava v italijanščini [lampeˈduːza]) je otok v Sredozemskem morju, ki pripada Italiji.

## Geografija
Lampedusa je s površino 20,2 km² največji otok Pelagijskega otočja, ki vključuje še otočka Linosa in Lampione. Dolg je okoli 9 km, njegova širina pa je do 3 km. Najvišji vrh Monte Alberto Sole doseže višino 133 mnm. Otok je od Sicilije oddaljen okoli 200 km. Povprečna februarska temperatura je 11°C, v avgustu pa se temperatura zraka dvigne tudi do 35 °C. Otoška flora in favna sta zelo podobni severnoafriški. 

## Prebivalstvo
Na otoku stalno živi 5367 prebivlcev (popis 2001). Najvažnejše gospodarske dejavnosti otočanov so turizem, kmetijstvo, ribolov in nabiranje morskih spužv.

## Ostalo
Od začetka 21. stoletja je Lampedusa glavno pribežališče afriških ekonomskih in političnih beguncev na poti v Evropsko unijo. Številni čolni z begunci izplujejo iz Libije, Lampedusa pa je del kopnega Evropske unije, ki leži najbližje obali te severnoafriške države.